# Pierre Auger (biologiste)
Pour les articles homonymes, voir Pierre Auger (homonymie) et Auger.
Pierre Auger est un bio-mathématicien français né le 8 mars 1953 à Neuilly-sur-Seine. Il est membre de l'Académie des sciences et directeur de recherche de classe exceptionnelle à l’Institut de recherche pour le développement. Le domaine de recherche de Pierre Auger concerne la modélisation mathématique des systèmes biologiques.

## Parcours
Étudiant à l’Université Paris 6 (1973-1977), il passe son Doctorat de troisième cycle en Physique Nucléaire à l'Institut de physique nucléaire d'Orsay en 1979 et son Doctorat d’État en Physique. « Modèles mathématiques de systèmes hiérarchiques » à l'Université d'Angers en 1982. Il est reçu au CAPES de Sciences Physiques en 1983, et devient Professeur certifié de Physique-Chimie au Lycée technique Pasteur à Hénin-Beaumont (Pas-de-Calais) de 1984 à 1986, puis Professeur certifié en BTS Métallurgie au Lycée Diderot à Paris de 1986 à 1987. Il poursuit sa carrière en étant maître de conférences au laboratoire de Biophysique de la Faculté de Pharmacie de Dijon de 1987 à 1990, professeur des Universités au laboratoire d'Écologie de l’université de Bourgogne à Dijon de 1990 à 1992 puis professeur à l’université Claude-Bernard à Lyon de 1993 à 2004. Il est directeur de recherche à l’IRD depuis 2004. Il est élu correspondant (1999) puis membre de l’Académie des Sciences (2003) dans la section de Biologie intégrative.

## Œuvre scientifique
Pierre Auger est un spécialiste de la modélisation mathématique en écologie et dans les sciences de l’environnement,,. Il a contribué au développement des « méthodes d’agrégation de variables », dont le but est de construire à partir d’un modèle détaillé ou « complet », un modèle réduit ne gouvernant que quelques variables globales à long terme. Dans les années 1990, avec les mathématiciens Robert Roussarie et Jean-Christophe Poggiale de l’Université de Dijon, il a formalisé la méthode dans le cadre du théorème de la variété centre (2010-2014),,.
Pierre Auger s’est particulièrement intéressé avec ses collaborateurs aux applications des méthodes d’agrégation de variables à l’émergence de comportements globaux dans les systèmes complexes multi-échelles. À l’IRD, il a contribué à la modélisation de la dynamique des populations de grands herbivores au Parc Naturel d’Amboseli au Kenya avec L’ACC (African Conservation Center) (2010-2014).
Cette étude a mis en évidence la nécessité de maintenir des corridors entre Amboseli et les autres parcs et écosystèmes du Kenya et de Tanzanie afin de maintenir la biodiversité et d’éviter l’extinction de certaines espèces. Pendant ses séjours en expatriation en tant que chercheur de l’IRD au Maroc (2008-2012) puis au Sénégal (2012-2017), Pierre Auger a contribué au développement de nouveaux modèles mathématiques couplant les dynamiques écologique et économique. Il a notamment proposé des modèles bioéconomiques de pêcheries avec un prix variable de la ressource sur le marché dépendant de l’offre et de la demande,. Ces modèles ont été utilisés avec succès pour expliquer les tendances observées concernant les captures, les efforts de pêche et le prix sur le marché d’une espèce de la famille des mérous, appelé communément le « thiof », en situation de surpêche,  au Sénégal, en collaboration avec le Centre Océanographique de Dakar-Thiaroye (CRODT).

## Activités pédagogiques
À l’Université Claude Bernard à Lyon, Pierre Auger a contribué à la création d’une filière originale de Biomathématiques pour la partie concernant la modélisation mathématique des systèmes biologiques (1993-2004).  Il est co-auteur d’un ouvrage sur la modélisation mathématique en écologie. Il a été co-directeur de nombreux étudiants en thèse en Afrique et au Vietnam notamment depuis son recrutement à l’IRD,.

## Autres responsabilités Institutionnelles[18]
- Responsable de l’équipe de recherche "Biologie Mathématique" dans l'UMR CNRS 5558 à l’Université Claude Bernard Lyon 1, (1993-2004).
- Président de la CSS3 : « Sciences des Systèmes Ecologiques » de l’IRD (2003-2007).
- Directeur de l’Unité de Recherches 079 IRD GEODES (2005-2008).
- Membre du Comité de pilotage de l’ANR « Systèmes Complexes » (2008-2010).
- Directeur de l’Unité Mixte Internationale (UMI) 209 de l’IRD, l’Unité de Modélisation Mathématique et Informatique des Systèmes Complexes (UMMISCO), UMI ayant comme tutelle Sorbonne Université en France, l’Université Cadi Ayyad au Maroc, l’Université Cheikh-Anta-Diop et l’Université Gaston-Berger au Sénégal, l’Université de Yaoundé 1 au Cameroun et l’Université des Sciences et Techniques de Hanoï au Viêt Nam (2009-2013).
- Président du Comité des Pays en Développement (COPED) de l’Académie des sciences (2017-…)[19]